# Mirella (Sängerin)
Mirella Linéa Olivia Roininen (* 8. Mai 2005 in Vantaa) oder einfach Mirella ist eine finnische Popsängerin. Mit 15 Jahren gewann sie den nationalen Kindergesangswettbewerb Melodi Grand Prix. Ihren Durchbruch hatte sie 2024 mit vier Nummer-eins-Hits und einem Nummer-eins-Album.

## Biografie
Die Finnlandschwedin Mirella Roininen wuchs in der zweisprachigen Großstadt Vantaa (schwedisch Vanda) in der Region Helsinki auf. Ihr Vater Tero Roininen ist Rapper und Teil der Hip-Hop-Gruppe GG Caravan. Er stammt zum Teil von Roma ab und Roma-Musik prägte auch Mirellas Kindheit. Im Jahr 2020 nahm sie am Melodi Grand Prix des öffentlich-rechtlichen Senders Yle Teema & Fem teil, einem Gesangswettbewerb für Kinder und Jugendliche von 8 bis 15 Jahren. Mit dem selbst geschriebenen Lied Landet ingenstans gewann sie im Oktober des Jahres. Es folgte der Dreh eines Musikvideos und verschiedene Auftritte.
Ihre eigentliche Musikkarriere begann aber erst mit ihrer Volljährigkeit und entstand durch Songs, die sie bei der Kurzvideoplattform TikTok hochlud. Sie unterschrieb einen Vertrag beim Label Universal Finnland und veröffentlichte 2023 die Single Sua sattuu. Sie hatte damit auf Anhieb einen Charthit. Anfang 2024 folgte das Lied Timanttei. Es stieg auf Platz 1 der finnischen Charts ein und nahm mit Unterbrechungen 9 Wochen die Topposition ein. Mit der nächsten Veröffentlichung Uuteen eiliseen löste sie sich selbst an der Spitze ab. Im Frühsommer folgte das Duett Luotathan mit Lauri Haav, das es auf 11 Wochen auf Platz 1 brachte. Mit Löytää mut folgte noch ein vierter Tophit. Insgesamt nahm sie in diesem Jahr 25 Wochen an der Chartspitze ein.
Zum Jahresende erschien dann ihr Debütalbum mit den 5 vorangegangenen Hits und 9 weiteren Songs, die bei Veröffentlichung alle ebenfalls in die Charts kamen. Bereits vor Veröffentlichung erreichte es aufgrund von Vorbestellungen 4-fach-Platin-Status. Das Album stieg auf Platz 1 ein und hielt sich 11 Wochen an der Spitze. Es brach die Streaming-Rekorde in Finnland sowohl am Debüttag mit 1,3 Millionen Aufrufen, als auch in der ersten Veröffentlichungswoche mit fast 6 Millionen Abrufen. Beim Emma, dem wichtigsten finnischen Musikpreis, erhielt sie 2025 mit 6 Nennungen die meisten Nominierungen.[veraltet]
Obwohl Mirella mit Landet ingenstans 2020 in ihrer Muttersprache Schwedisch debütierte, singt sie heute vorwiegend in der Majoritätssprache Finnisch, so wie mehrere andere bekannte finnlandschwedische Interpreten, darunter Riki Sorsa, Ville Pusa,  Henrik Ollas, Eller Isac Elliot und Lucas Kihlman.

## Diskografie

### Album
| Jahr | Titel                | Höchstplatzierung, Gesamtwochen, AuszeichnungChartsChartplatzierungen (Jahr, Titel, Platzierungen, Wochen, Auszeichnungen, Anmerkungen) | Anmerkungen                            |
| Jahr | Titel                | FI | Anmerkungen                            |
| ---- | -------------------- | --- | -------------------------------------- |
| 2024 | Kunpa oisin kertonut | FI1 (… Wo.)FI | Erstveröffentlichung: 31. Oktober 2024 |

### Singles
| Jahr | Titel Album                                    | Höchstplatzierung, Gesamtwochen, AuszeichnungChartsChartplatzierungen (Jahr, Titel, Album, Platzierungen, Wochen, Auszeichnungen, Anmerkungen) | Anmerkungen                                       |
| Jahr | Titel Album                                    | FI | Anmerkungen                                       |
| --- | ---------------------------------------------- | --- | ------------------------------------------------- |
| 2023 | Sua sattuu Kunpa oisin kertonut                | FI7 (31 Wo.)FI | Erstveröffentlichung: 19. Oktober 2023            |
| 2024 | Timanttei Kunpa oisin kertonut                 | FI1 (… Wo.)FI | Erstveröffentlichung: 4. Januar 2024              |
| 2024 | Uuteen eiliseen Kunpa oisin kertonut           | FI1 (34 Wo.)FI | Erstveröffentlichung: 14. März 2024               |
| 2024 | Luotathan Kunpa oisin kertonut                 | FI1 (54 Wo.)FI | Erstveröffentlichung: 30. Mai 2024 mit Lauri Haav |
| 2024 | Löytää mut Kunpa oisin kertonut                | FI1 (21 Wo.)FI | Erstveröffentlichung: 29. August 2024             |
| Folgende Lieder erschienen nicht als Single, wurden aber durch das Album zum Download und Streaming bereitgestellt und konnten somit eine Platzierung erlangen: |                                                | |                                                   |
| |                                                | |                                                   |
| 2024 | Täs mä oon Kunpa oisin kertonut                | FI2 (14 Wo.)FI |                                                   |
| 2024 | Seireeni Kunpa oisin kertonut                  | FI4 (11 Wo.)FI |                                                   |
| 2024 | Painava sydän Kunpa oisin kertonut             | FI6 (7 Wo.)FI |                                                   |
| 2024 | Tytöt Kunpa oisin kertonut                     | FI10 (4 Wo.)FI |                                                   |
| 2024 | Tyttö joka itkee iltaisin Kunpa oisin kertonut | FI13 (3 Wo.)FI |                                                   |
| 2024 | Pelottaa Kunpa oisin kertonut                  | FI16 (2 Wo.)FI |                                                   |
| 2024 | Pitäkää hauskaa Kunpa oisin kertonut           | FI17 (2 Wo.)FI |                                                   |
| 2024 | Parkkis Kunpa oisin kertonut                   | FI20 (1 Wo.)FI |                                                   |
| 2024 | Salama Kunpa oisin kertonut                    | FI27 (1 Wo.)FI |                                                   |

Weitere Lieder
- Landet ingenstans (2020)
- Idiot (2021)